# Emi Nakamura
Emi Nakamura es una economista estadounidense, profesora de Economía en la Universidad de California, Berkeley.
Recibió la Medalla John Bates Clark y fue elegida como miembro de la Academia americana de Artes y Ciencias en 2019. El Fondo Monetario internacional  (FMI) la consideró como una de las mejores 25 economistas menores de 45 años. En 2018, la revista The Economist la nombró una de las mejores economistas de la década.
Estudió la Licenciatura en la Universidad de Princeton (summa cum laude). En 2007, terminó su Doctorado en Economía en la Universidad de Harvard, con el Título: Price Adjustment, Pass-through and Monetary Policy.
El enfoque de su investigación es en macroeconomía, incluyendo la rigidez de precios, el impacto de shocks fiscales así como los errores de medición en las estadísticas oficiales.